# Prix Ovide Moulinet
Prix Ovide Moulinet är ett travlopp för femåriga hingstar och ston som äger rum i mitten av februari på Hippodrome de Vincennes i Paris i Frankrike. Det är ett Grupp 2-lopp, man måste minst ha sprungit in 38 000 euro för att få starta. 
Loppet körs sedan 2002 över 2700 meter tidigare kördes det över 2175 meter eller 2200 meter på stora banan på Vincennes, med voltstart. Den samlade prissumman är 120 000 euro, och 54 000 euro i första pris.
Löpningsrekordet i loppet har hästen Falcao de Laurma som kördes av kusken Franck Nivard som vann på tiden 1'11''8.

## Vinnare
| År   | Häst               | Far               | Kusk                  | Tränare                | Distans | Tid/km |
| ---- | ------------------ | ----------------- | --------------------- | ---------------------- | ------- | ------ |
| 2025 | Kokote             | Ready Cash        | Mathieu Mottier       | Mathieu Mottier        | 2 700 m | 1'12"8 |
| 2024 | Justin Bold        | Bold Eagle        | Yoann Lebourgeois     | Jean Rémi Delliaux     | 2 700 m | 1'12"3 |
| 2023 | Idao de Tillard    | Severino          | Clément Duvaldestin   | Thierry Duvaldestin    | 2 700 m | 1'14"8 |
| 2022 | Hooker Berry       | Booster Winner    | Jean-Michel Bazire    | Jean-Michel Bazire     | 2 700 m | 1'12"9 |
| 2021 | Gelati Cut         | Coktail Jet       | Gabriele Gelormini    | Romain-Christian Larue | 2 700 m | 1'12"6 |
| 2020 | Falcao de Laurma   | Uniclove          | Franck Nivard         | Thierry Duvaldestin    | 2 700 m | 1'11"8 |
| 2019 | Express Jet        | Goetmals Wood     | Pierre Vercruysse     | Pierre Vercruysse      | 2 700 m | 1'12"6 |
| 2018 | Davidson du Pont   | Pacha du Pont     | Jean-Michel Bazire    | Jean-Michel Bazire     | 2 700 m | 1'13"4 |
| 2017 | Carat Williams     | Prodigious        | David Thomain         | Sébastien Guarato      | 2 700 m | 1'13"8 |
| 2016 | Bélina Josselyn    | Love You          | Jean-Michel Bazire    | Jean-Michel Bazire     | 2 700 m | 1'13"6 |
| 2015 | Aladin d'Écajeul   | Quaker Jet        | Éric Raffin           | Sébastien Guarato      | 2 700 m | 1'13"2 |
| 2014 | Villeroi           | Oiseau de Feux    | Jean-Étienne Dubois   | Jean-Étienne Dubois    | 2 700 m | 1'13"9 |
| 2013 | Unique Quick       | Prince d'Espace   | Franck Nivard         | Franck Leblanc         | 2 700 m | 1'12"5 |
| 2012 | Tchao de Loiron    | Insert Gédé       | Jean-Michel Bazire    | Franck Leblanc         | 2 700 m | 1'15"  |
| 2011 | Sévérino           | Gobernador        | Christian Bigeon      | Christian Bigeon       | 2 700 m | 1'12"9 |
| 2010 | Ready Cash         | Indy de Vive      | Jos Verbeeck          | Philippe Allaire       | 2 700 m | 1'14"6 |
| 2009 | Qualmio de Vandel  | Gobernador        | Thierry Duvaldestin   | Thierry Duvaldestin    | 2 700 m | 1'13"1 |
| 2008 | Prodigious         | Goetmals Wood     | Jean-Philippe Dubois  | Jean-Philippe Dubois   | 2 700 m | 1'13"6 |
| 2007 | Offshore Dream     | Rêve d'Udon       | Pierre Levesque       | Pierre Levesque        | 2 700 m | 1'15"1 |
| 2006 | Nijinski Blue      | Extreme Dream     | Yves Dreux            | Michel Donio           | 2 700 m | 1'13"8 |
| 2005 | Mara Bourbon       | And Arifant       | Jean-Pierre Dubois    | Jean-Pierre Dubois     | 2 700 m | 1'13"7 |
| 2004 | Love You           | Coktail Jet       | Jean-Pierre Dubois    | Jean-Pierre Dubois     | 2 700 m | 1'13"7 |
| 2003 | Kinder Jet         | Full Account      | Michel Lenoir         | Michel Lenoir          | 2 700 m | 1'16"2 |
| 2002 | Jézabelle des Bois | Batling Joe       | Philippe Békaert      | Jean-Michel Bazire     | 2 700 m | 1'14"8 |
| 2001 | Ispalion Jarzeen   | As d'Espiens      | Jos Verbeeck          | Jean Warin             | 2 175 m | 1'13"7 |
| 2000 | Historien          | Rêve d'Udon       | Pierre Vercruysse     | Jean-Luc Dersoir       | 2 175 m | 1'14"5 |
| 1999 | Général du Pommeau | Sébrazac          | Jules Lepennetier     | Jules Lepennetier      | 2 200 m | 1'13"9 |
| 1998 | Fripon Rose        | Tipouf            | Jean-Michel Bazire    | Jean-Michel Bazire     | 2 175 m | 1'15"8 |
| 1997 | Écho du Tonnerre   | Tonnerre d'Amour  | Philippe Bazire       | L. Goncalves-Fernandes | 2 175 m | 1'14"7 |
| 1996 | Défi d'Aunou       | Armbro Goal       | Jean-Étienne Dubois   | Jean-Étienne Dubois    | 2 200 m | 1'15"5 |
| 1995 | Camino             | Firstly           | Jean-Pierre Dubois    | Jean-Pierre Dubois     | 2 175 m | 1'16"3 |
| 1994 | Bonheur de Tillard | Podosis           | Jean-Claude Hallais   | Jean-Claude Hallais    | 2 175 m | 1'15"2 |
| 1993 | As d'Espiens       | Qlorest du Vivier | Jos Verbeeck          | Jean Lou Peupion       | 2 275 m | 1'15"2 |
| 1992 | Vita Nuova         | Jorky             | Jean-Étienne Dubois   | Jean-Étienne Dubois    | 2 300 m | 1'15"  |
| 1991 | Unnamed            | Hymour            | Jean-Pierre Dubois    | Jean-Étienne Dubois    | 2 300 m | 1'17"3 |
| 1990 | Ténor de Baune     | Le Loir           | Jean-Baptiste Bossuet | Jean-Baptiste Bossuet  | 2 325 m | 1'16"3 |
| 1989 | Sancho Pança       | Chambon P         | Joël Hallais          | Joël Hallais           | 2 325 m | 1'15"9 |
| 1988 | Réussite de Rozoy  | Chambon P         | Roger Baudron         | Roger Baudron          | 2 300 m | 1'17"3 |
| 1987 | Quilon             | Honorin           | Ghislain Fontenay     | Ghislain Fontenay      | 2 300 m | 1'15"8 |
| 1986 | Perrin Dandin      | Grape Fruit       | Bernard Oger          | Léopold Verroken       | 2 300 m | 1'18"3 |
| 1985 | Ogorek             | Borgia III        | Michel Roussel        | Jean Lou Peupion       | 2 300 m | 1'17"3 |
| 1984 | Noble Atout        | Ura               | Jan Kruithof          | Jan Kruithof           | 2 250 m | 1'17"4 |
| 1983 | Monquier           | Villequier B      | Jean-René Gougeon     | Michel Royer           | 2 250 m | 1'18"2 |
| 1982 | La Bourrasque      | Buffet II         | Jean-Pierre Viel      | Jean-Pierre Viel       | 2 250 m | 1'17"8 |
| 1981 | Kandy              | Bellouet          | Ghislain Fontenay     | Ghislain Fontenay      | 2 250 m | 1'17"7 |
| 1980 | Jiosco             | Quioco            | Jean-René Gougeon     | Jean-René Gougeon      | 2 250 m | 1'17"4 |
| 1979 | Igor du Beauvoisin | Kerjacques        | Gérard Mascle         | Michel Roussel         | 2 250 m | 1'18"2 |
| 1978 | Hesterelle         | Vigneron          | Pierre Levasseur      | Pierre Levasseur       | 2 250 m | 1'18"1 |
| 1977 | Gars de Fontaine   | Volnay II         | Pierre Levasseur      |                        | 2 250 m | 1'18"9 |
| 1976 | Fakir du Vivier    | Sabi Pas          | Michel-Marcel Gougeon | Pierre-Désiré Allaire  | 2 250 m | 1'18"  |
| 1975 | Espoir de Sée      | Uccello B         | Alain Houssin         |                        | 2 250 m | 1'17"6 |
| 1974 | Dame de Carreau    | Fandango          | François Ballière     |                        | 2 250 m | 1'20"  |
| 1973 | Catharina          | Fandango          | Jean-Pierre Viel      |                        | 2 250 m | 1'19"2 |